# درزي (مجتمع)
دَرْزِي (بالأردية: درزی، بالهندية: दर्ज़ी)، يطلق عليهم أحيانًا دَرْجي، هم مجتمع مسلم، يوجدون في شمال الهند وباكستان. كما يوجد عدد صغير منهم أيضًا في منطقة تيراي في نيبال. درزي يعني خياط في اللغة الهندوستانية. يُعرفون أيضًا باسم إدريسي أو إدريسي شيخ.

## التاريخ والأصل
يدعي الدرزيين أن نسبهم يعود إلى النبي إدريس. وفقًا لتقاليدهم، كان إدريس أول شخص يتعلم فن الخياطة. كلمة درزي تعني حرفيًا خياط في اللغة الهندوستانية. يقال أنها مشتقة من الكلمة الفارسية درزيان (وفي العربية لها ذات المعاني)، والتي تعني الخَيّاطُونَ والحاكَةُ. يقال أن الدرزيين استقروا في جنوب آسيا خلال الفترة المبكرة من سلطنة دلهي. وينقسمون أيضًا على أساس لغوي، حيث يتحدث الذين من شمال الهند لهجات مختلفة من الأردية، بينما يتحدث الذين من البنجاب البنجابية. يقال إن دروز البنجاب متحولون من طائفة الهندوسية شيمبا، ولديهم العديد من التقسيمات الإقليمية. وهذه يشمل السرهندي وديسوال ومولتاني. إن الدروز البنجابيين (درزي شيمبا) أغلبيتهم الساحقة من السنة. يعتبر الدروز أنفسهم مساوون لطبقة ويش الهندوسية (طبقة التجار)[بحاجة لمصدر].